# Jimmy Cliff
Jimmy Cliff, właśc. James Chambers (ur. 1 kwietnia 1948 w Saint James) – jamajski muzyk reggae.

## Życiorys
Jego kariera muzyczna rozpoczęła się od spotkania producenta Leslie Konga, który wydał pierwszy singel czternastoletniego wówczas Cliffa o tytule Hurricane Hattie.
W 1964 r. podpisał kontrakt z Island Records i przeniósł się do Anglii. Jego światowym debiutem był album Hard Road to Travel, który otrzymał rewelacyjne recenzje. Jednak nie udało mu się osiągnąć sukcesu komercyjnego. Jego pierwszym sukcesem na skalę międzynarodową była płyta Wonderful World, Beautiful People.
Wydany w 1973 r. soundtrack do filmu The Harder They Come (w którym Cliff zagrał główną rolę), który okazał się światowym sukcesem, nadal nie pozwolił mu przebić się do czołówki wykonawców reggae. Cliff przeniósł się do wytwórni EMI. Po wydaniu kilku albumów Cliff zrobił sobie przerwę i wyjechał do Afryki odkrywając muzułmańską duchowość. Szybko wrócił do muzyki, grając trasy koncertowe. W 1983 r. wraz z Kool & the Gang wydał płytę Power & the Glory. Kolejny album, wydany w 1985 r. Cliff Hanger, zdobył nagrodę Grammy.
W 1993 r. powrócił na listy przebojów coverem I Can See Clearly Now Johnny'ego Nasha. Wydał także swoją wersję znanej afrykańskiej piosenki The Lion Sleeps Tonight.
W 2002 r. wydał Fantastic Plastic People, na którym występują zaproszeni goście: Joe Strummer, Annie Lennox, Sting. W 2004 r. wydał płytę Black Magic, na której znajdują się piosenki reggae z dodatkiem elektroniki.
W 2010 r. muzyk uzyskał nominację do Rock and Roll Hall of Fame.

## Dyskografia
- Hard Road to Travel (styczeń 1968)
- Jimmy Cliff (grudzień 1969)
- Another Cycle (wrzesień 1971)
- Unlimited (sierpień 1973)
- The Harder They Come (1973)
- Struggling Man (czerwiec 1974)
- House of Exile (grudzień 1974)
- Brave Warrior (1975)
- Follow My Mind (listopad 1975)
- In Concert: The Best of Jimmy Cliff (1976)
- Give Thanx (1978)
- I Am The Living (lipiec 1980)
- Give the People What They Want (wrzesień 1981)
- Special (lipiec 1982)
- The Power and the Glory (październik 1983)
- Cliff Hanger (sierpień 1985)
- Club Paradise (1986)
- Hanging Fire (marzec 1988)
- Images (październik 1989)
- Save Our Planet Earth (październik 1990)
- Higher and Higher (maj 1998)
- Humanitarian (czerwiec 1999)
- Fantastic Plastic People (2002)
- Black Magic (2004)